# Księżno (Ścinawka Średnia)

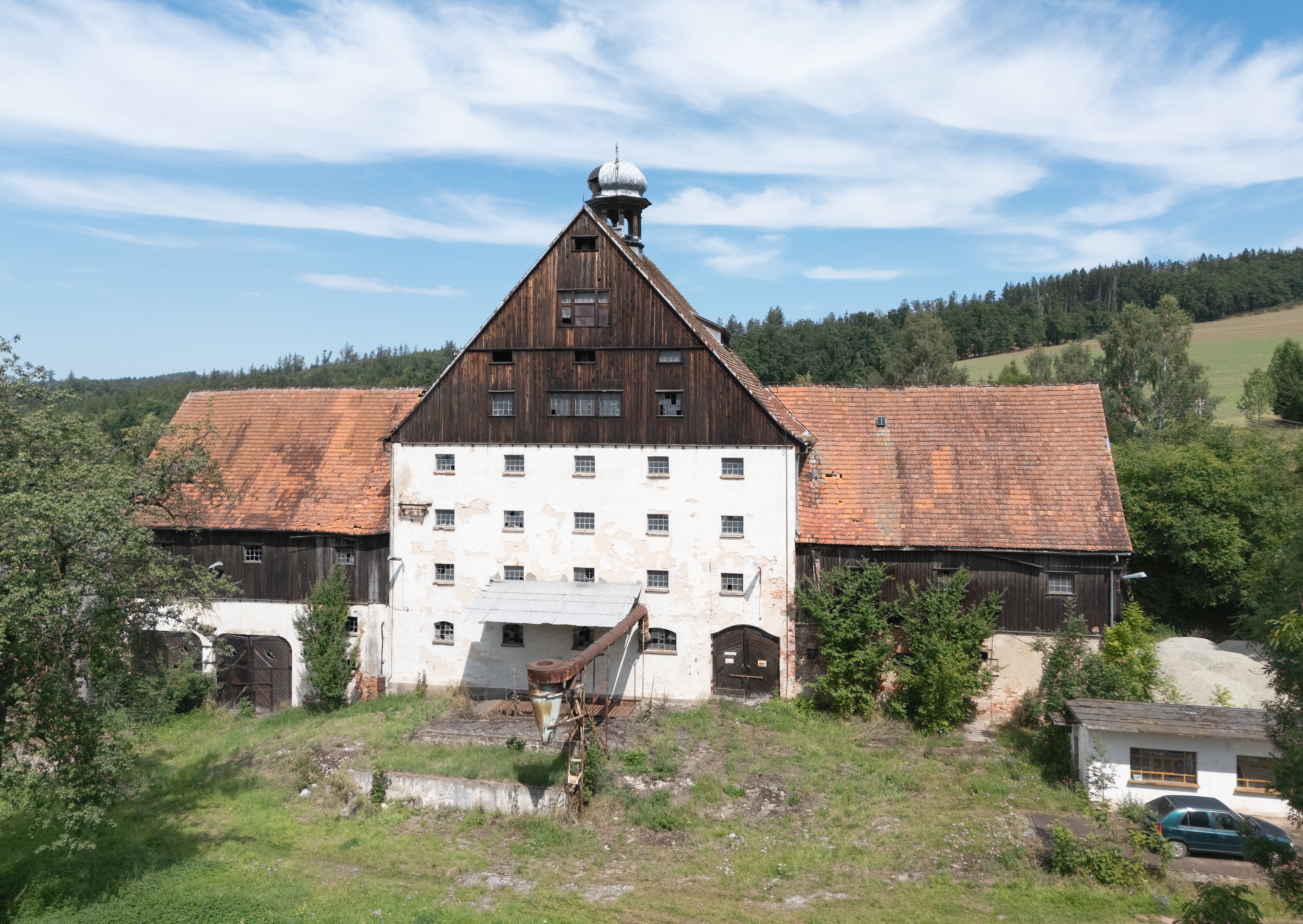
Dawny dwór w Księżnie

Księżno (niem. Jesuitenhof) – osada wsi Ścinawka Średnia w Polsce, położona w województwie dolnośląskim, w powiecie kłodzkim, w gminie Radków, u podnóża środkowej części Wzgórz Włodzickich, na granicy z doliną rzeki Ścinawki, na wysokości około 400 m n.p.m.

## Podział administracyjny
W latach 1975–1998 osada administracyjnie należała do województwa wałbrzyskiego.

## Historia
Pierwsza wzmianka o Księżnie pochodzi z 1628 roku, kiedy to miejscowość została przekazana jezuitom z Kłodzka. W tym czasie istniał tu dwór wraz z folwarkiem. W 1787 roku majątek kupił baron F.W.S. von Lüttwitz i Księżno było w posiadaniu jego rodziny aż do początku XX wieku. W 1978 roku w Księżnie były tylko cztery gospodarstwa i zabudowania państwowego gospodarstwa rolnego.

## Zabytki
W Księżnie zachował się zespół zabudowań folwarcznych z budynkiem gospodarczym z XIX wieku.

## Szlaki turystyczne
Przez Księżno prowadzi  Główny Szlak Sudecki ze Ścinawki Średniej na Kościelec.